# Vattenskogssångare
Vattenskogssångare (Myiothlypis fulvicauda) är en fågel i familjen skogssångare inom ordningen tättingar som förekommer i södra Centralamerika och norra Sydamerika

## Kännetecken

### Utseende
Vattenskogssångaren är en 13-13,5 cm lång skogssångare som konstant vippar på stjärten upp och ner likt en ärla, men även från sida till sida. Nominatformen fulvicauda i västra Amazonområdet är mörkt olivbrun ovan, med grått huvud, beige ögonbrynsstreck och  iögonfallande beige på övergump och övre stjärttäckare. Undersidan är vitaktig, något beige på flankerna. Könen är lika, men ungfågeln brunare på ovansida, huvud och bröst, och övergumpen är blekare.

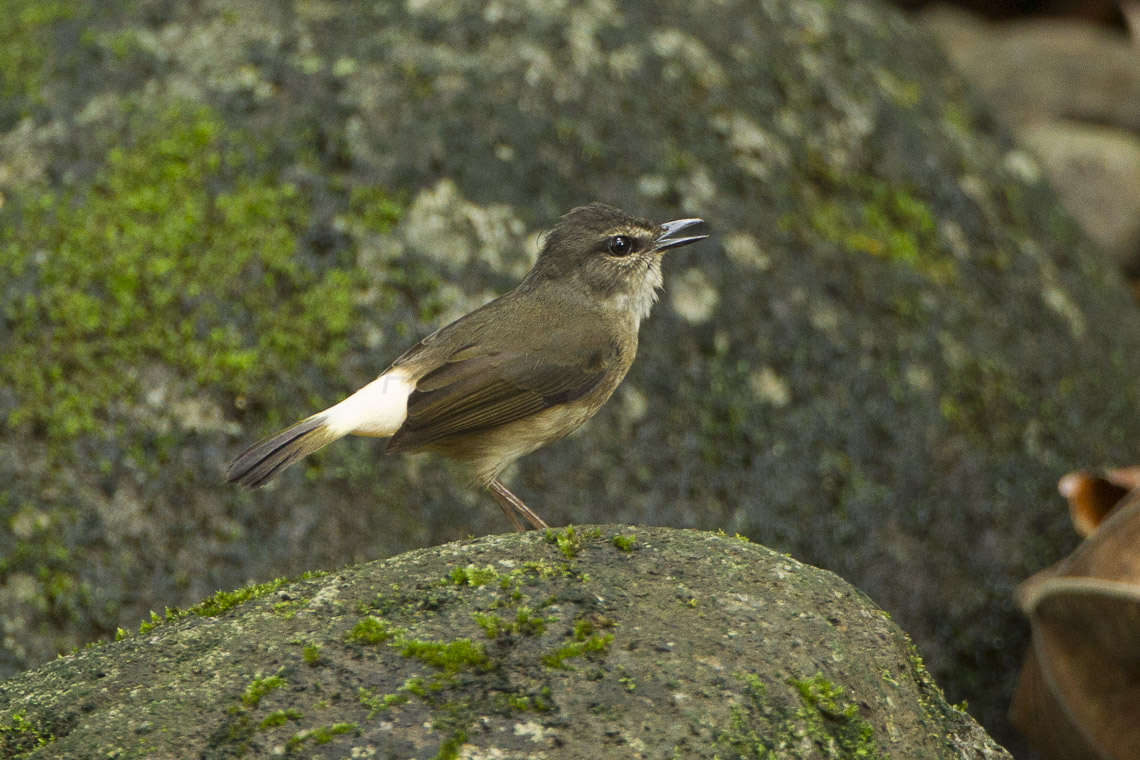
Vattenskogssångare i Costa Rica som visar upp sin karakteriskt ljusa övergump.

### Underarternas särtecken
De övriga underarterna avviker något från nominatformen:
- semicervina har mer utbrett beige på flanker och övergump
- motacilla liknar semicervica, men är blekare på övergumpen och mer olivfärgad ovan
- leucopygia är distinkt med mycket blekare övergump, ett vitaktigt ögonbrynsstreck, mörka ben och mörka fläckar på bröstet
- veraguensis liknar leucopygia, men är mindre fläckig och har något mörkare övergump
- significans har mindre beige på övergumpen än andra underarter samt är mer olivfärgad ovan

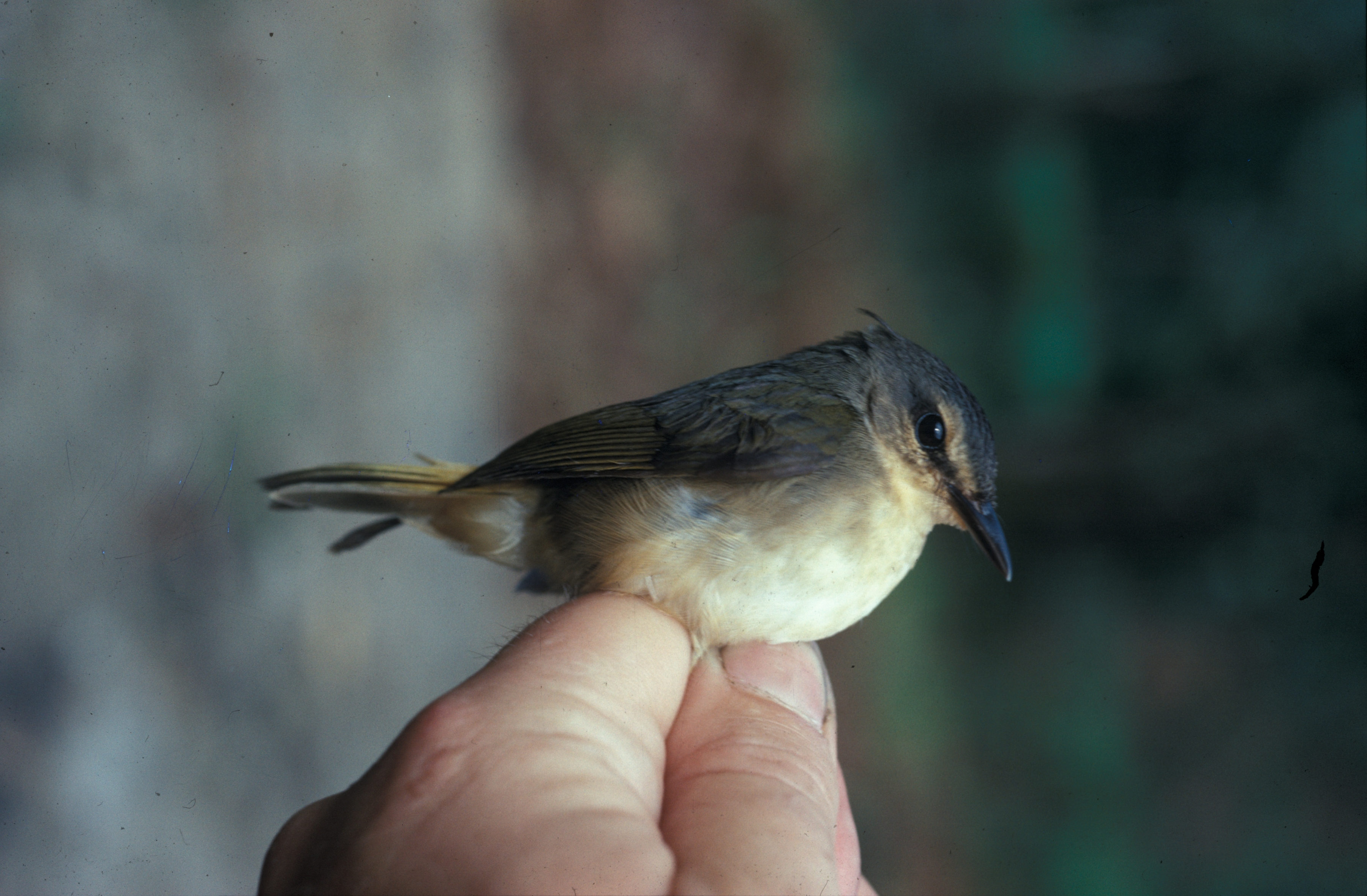
Vattenskogssångare i Ecuador.

### Läten
Lätet är ett hårt tschik likt nordlig piplärksångare, medan hanens sång är en melodi följd av en serie ringande toner. Honan kan avge ett svagt svar.

## Utbredning och systematik
Vattenskogssångare förekommer från Honduras i Centralamerika till norra Bolivia i Sydamerika. Den delas upp i sex underarter med följande utbredning:
- Myiothlypis fulvicauda leucopygia – nordcentrala Honduras till västra Panama (Veraguas)
- Myiothlypis fulvicauda verguensis – sydvästra Costa Rica till centrala Panama (kanalzonen)
- Myiothlypis fulvicauda semicervina – östra Panama (Darién) till sydvästra Ecuador (El Oro och västra Loja)
- Myiothlypis fulvicauda motacilla – norra Colombia (övre Magdalenadalen i Tolima och Huila)
- Myiothlypis fulvicauda fulvicauda – östra Colombia söderut till Ecuador, sydcentrala Peru öster om Anderna och västra amazonska Brasilien (öster om övre Rio Madeira och övre Teles Pires); populationer i norra Bolivia (Pando och La Paz) tros även tillhöra denna underart
- Myiothlypis fulvicauda significans – sydöstra Peru (Inambari– och Tambopataflodernas avrinningsområden) till nordvästra Bolivia

Utbredningsområdet för vattenskogssångaren.

### Släktskap
Vattenskogssångaren tros vara närmast släkt med gråbröstad skogssångare, vitbrynad skogssångare, flodskogssångare och svavelskogssångare och placerades tidigare i det egna släktet Phaeothlypis, som idag inkluderas i Myiothlypis efter DNA-studier. Den har tidigare ibland behandlats som samma art som flodskogssångaren, men de skiljer sig åt genetiskt samt i utseende och sång.

## Levnadssätt
Vattenskogssångaren förekommer i skogsområden upp till 1500 meters höjd, som namnet avslöjar alltid nära vatten. Den är en vanlig art som är lätt att få syn på när den hoppar på marken och konstant vippar på sin stjärt. Fågeln lever huvudsakligen av insekter, spindlar och andra ryggradslösa djur som den fångar på marken eller i flykten i öppna områden utmed vattendrag, gölar och stigar. Paret försvarar sitt revir utmed en sträcka av ett vattendrag under hela året.

### Häckning
Båda könen bygger tillsammans ett rätt stort, kupolformat bo med sidoingång på en sluttande jordbank intill ett vattendrag eller en stig. Honan lägger två vita ägg som ruvas i 16-17 dagar. 13-14 dagar efter kläckning är ungarna flygga.

## Status och hot
Arten har ett stort utbredningsområde och en stor population, men tros minska i antal till följd av habitatförstörelse, dock inte tillräckligt kraftigt för att den ska betraktas som hotad. Internationella naturvårdsunionen IUCN kategoriserar därför arten som livskraftig (LC). Världspopulationen har inte uppskattats men den beskrivs som ganska vanlig.Beståndet uppskattas till i storleksordningen fem till 50 miljoner vuxna individer.